# Diplycosia kemulensis
Diplycosia kemulensis är en ljungväxtart som beskrevs av J. J. Smith. Diplycosia kemulensis ingår i släktet Diplycosia och familjen ljungväxter. Inga underarter finns listade i Catalogue of Life.